# Billy Graham (Wrestler)
Eldridge Wayne Coleman (* 10. September 1943 in Phoenix, Arizona; † 17. Mai 2023 ebenda), besser bekannt unter seinem Ringnamen „Superstar“ Billy Graham, war ein US-amerikanischer Wrestler. Coleman war ehemaliger WWWF World Heavyweight Champion und ein Mitglied der WWE Hall of Fame. Er beeinflusste zu seiner aktiven Zeit maßgeblich die weitere Entwicklung des Wrestling zum Sports Entertainment und inspirierte durch sein Talent, Auftreten und Erscheinungsbild Wrestler wie Hulk Hogan, Ric Flair, Jesse Ventura und Scott Steiner.

## Karriere

### Anfänge
Coleman wuchs in Arizona auf und war in seiner High-School-Zeit ein sehr guter Leichtathlet. Er trainierte für die Teilnahme an den Olympischen Spielen 1968 in Mexiko in den Disziplinen Diskuswurf und Kugelstoßen. Wegen Problemen in der Schule schaffte er die Qualifikation jedoch nicht.
Nach der High School hatte Coleman keine berufliche Perspektive. Er zog nach Los Angeles, wo er mit durchschnittlichem Erfolg American Football spielte, betrieb Kraftdreikampf und Bodybuilding. Finanziell hielt er sich mit Gelegenheitsjobs, wie als „Rausschmeißer“ in Clubs über Wasser. 1969 traf er auf Bob Lueck, einen Wrestler und ehemaligen Spieler des Footballteams Calgary Stampeders, der ihm den Vorschlag machte, sich im Wrestling zu versuchen. Coleman ging nach Calgary, wo er von Stu Hart zum Wrestler ausgebildet wurde. Wegen seines beeindruckenden Körperbaus erhielt Coleman zunächst das Gimmick eines Wrestlers, der demjenigen Zuschauer 1.000 $ bot, der ihn im Armdrücken schlug.

### Superstar Billy Graham
1970 traf er auf den etablierten Wrestler Jerry Graham, der ihm anbot, als Teil eines Stables, der Graham Family anzutreten. Coleman stimmte zu und benannte sich von nun an nach dem bekannten Evangelisten Billy Graham. Des Weiteren gehörten noch Eddie Graham und Luke Graham zu dieser Gruppierung. Im Juli 1971 erhielt er schließlich zusammen mit Pat Patterson die NWA World Tag-Team Titel. 1972 fügte er das Präfix Superstar zu seinem Ringnamen dazu, nach dem Musical Jesus Christ Superstar und um Verwechslungen mit dem Evangelisten vorzubeugen. Coleman war eine ganz neue Erscheinung im Wrestling: Er trug knallbunte Ringoutfits mit Federboa, Sonnenbrille, diversen Hüten etc. und hatte einen (von Steroiden aufgebauten) extrem muskulösen Körperbau. Außerdem war er ein Spezialist für Promointerviews, in denen er oft seinem Vorbild Muhammad Ali nacheiferte und in Reimen sprach.
Seine bekannteste immer wiederkehrende Phrase war: „I´m the man of the hour, the man with the power, too sweet to be sour.“ Auch so etwas hatte es im Wrestling bis dato so nicht gegeben. Dieser Stil und das Aussehen von Coleman sollte viele Nachfolger beeinflussen, wie z. B. Jesse Ventura, Scott Steiner und vor allem Hulk Hogan.
Ebenfalls 1972 wurde die AWA auf ihn aufmerksam und verpflichtete Coleman. Dort fehdete er mit Baron von Raschke, Horst Hoffman und Ric Drasin. Letzterer war übrigens Trainingspartner von Arnold Schwarzenegger, genauso wie Coleman zeitweise auch. Der Besitzer der AWA, Verne Gagne, war vom technischen Gesichtspunkt sehr am traditionellen Ringen orientiert, was Coleman nicht unbedingt lag. Daher fühlte er sich dort nicht wohl. 1975 schließlich kam die Gelegenheit eines Wechsels.

### World Wide Wrestling Federation/National Wrestling Alliance (1975–1982)
Vince McMahon Sr. verpflichtete Coleman, um einen Nachfolger für Bruno Sammartino zu finden. Coleman und Sammartino bestritten mehrere ausverkaufte Kämpfe gegeneinander und am 30. April 1977 kam Colemans große Stunde. Er durfte Sammartino den Titel abnehmen (mit unerlaubter Hilfe der Ringseile) und war zum ersten Mal WWWF World Heavyweight Champion. Im Normalfall behielten Heels einen Titel nie lange und fungierten nur als kurze Übergangschampions, aber Coleman hielt den Titel 296 Tage lang. Aber Heel war der falsche Begriff, um seinen Status zu beschreiben, denn die Fans waren fasziniert von seiner Ringpräsenz. Daher gilt Coleman als der erste Tweener.
Zwischen 1977 und 1982 trat Coleman auch für die NWA an, wo er unter anderem einen Titelkampf gegen den NWA World Heavyweight Champion Harley Race hatte und ein Unentschieden errang. Am 20. Februar 1978 verlor Coleman seinen WWWF World Heavyweight Titel schließlich an das neue Zugpferd der WWWF, Bob Backlund. Nach einer Fehde mit Dusty Rhodes machte Coleman eine Pause vom Wrestlingsport. 1980 trat er bei einem Strongman-Wettbewerb an, wurde wegen einer Verletzung jedoch nur Siebter.

### World Wrestling Federation (1982–1983)
Coleman kam mit einem neuen Martial-Arts-Gimmick zurück. Er rasierte sich eine Glatze, ließ sich einen Schnauzbart wachsen und trug nur noch Schwarz. Er fehdete mit Bob Backlund, erhielt den Titel aber nicht mehr. Der Name Graham zog zwar noch Zuschauer, aber das neue Gimmick funktionierte nicht richtig. Dazu kamen gesundheitliche Probleme aufgrund des jahrelangen Steroidmissbrauchs.

### Florida/National Wrestling Alliance (1983–1986)
Nachdem Coleman kurz für Kevin Sullivan in Florida angetreten und Mitglied in dessen Army of Darkness gewesen war, verwarf er das Martial-Arts-Gimmick und kehrte zum ursprünglichen Superstar-Gimmick zurück. Er wechselte zu Jim Crockett Promotions, einem Territorium der NWA, wo Dusty Rhodes als Booker tätig war. Dort fehdete er mit Jimmy Valiant, außerdem verbrachte er wiederum einige Zeit in der AWA, wo er gegen Wahoo McDaniel und Ken Patera antrat.

### World Wrestling Federation (1986–1988)
1986 kam Coleman ein letztes Mal in die WWF, diesmal als Face. Nach einiger Zeit jedoch wurde ihm diagnostiziert, dass er durch seinen Steroidmissbrauch eine künstliche Hüfte benötige, und unterzog sich dem Eingriff. Die Operation wurde im Fernsehen übertragen und seine Reha als Promotion für seine Rückkehr gezeigt.
1987 kehrte er zurück und begann eine Fehde mit Butch Reed. Doch Colemans Hüfte und auch seine Knöchel waren für die Belastungen nicht mehr geeignet. Sein letztes Match war ein Cagematch gegen Butch Reed. Dann ließ man One Man Gang Coleman mit einem Big Splash storylinemäßig in den Ruhestand schicken. Don Muraco kam dabei Coleman zur Hilfe und nahm den früheren Superstar als neuen Manager. Eigentlich war Coleman vorgesehen, bei der ersten Survivor Series anzutreten, wurde nun aber von Muraco ersetzt. Er arbeitete fortan als Kommentator und gelegentlich als Manager Muracos. 1990 musste er aus gesundheitlichen Gründen komplett aufhören.
2004 wurde Coleman von Triple H in die WWE Hall of Fame aufgenommen.

## Nach seiner aktiven Zeit

### Gesundheit und Tod
Seit seinem Ruhestand hatte Coleman noch mehr gesundheitliche Probleme, die vornehmlich aus seinem Steroidmissbrauch resultierten. So hatte er 1990 erneut Knöchelprobleme, 1991 eine zweite OP am gleichen Bein, 2002 eine Lebertransplantation, sowie 2006 einen Darmverschluss. Insgesamt hatte Graham durch Spondylarthrose sowie sechs Hüftoperationen 10 Zentimeter an Körpergröße verloren und musste die meiste Zeit sitzend verbringen. Am 15. Mai 2023 berichtete Dave Meltzer vom Wrestling Observer, dass Coleman an lebenserhaltende Maschinen angeschlossen werden musste. Zwei Tage später ordnete seine Familie die Abschaltung an, kurz darauf starb er am 17. Mai 2023 mit 79 Jahren.

### Steroide
1990 begann Coleman eine Kampagne zur Aufklärung über die Gefahren von anabolen Steroiden. Er beschuldigte 1992 die WWF öffentlich, die Risiken zu kennen, diese den Wrestlern jedoch weiterhin zu erlauben, mehr noch, sie ihnen zu verkaufen. Auch Hulk Hogan griff er an, da dieser den Gebrauch von Steroiden geleugnet hatte. Später gab Hogan einen Steroidgebrauch zu. Das schuf einen tiefen Riss in der ehemals freundschaftlichen Verbindung, der erst nach über zehn Jahren wieder gekittet werden konnte.

### Privates
Coleman war zwei Mal verheiratet und hatte aus erster Ehe zwei Kinder. 2005 leitete er die Beerdigungszeremonie von Eddie Guerrero.
Er brachte 2006 eine Autobiografie mit dem Titel Tangled Ropes heraus. Im gleichen Jahr produzierte die WWE eine DVD mit einer Retrospektive seiner Karriere mit dem Titel 20 Years Too Soon: The Superstar Billy Graham Story.

## Titel und Auszeichnungen

### Titel
- Continental Wrestling Association
  - 1 × CWA World Heavyweight Champion
- International Wrestling Enterprise
  - 1 × IWA World Heavyweight Champion
- National Wrestling Alliance
  - 2 × NWA Florida Heavyweight Title
  - 1 × NWA Florida Tag Team Title
  - 1 × NWA Hawaii Heavyweight Title
  - 1 × NWA Southern Heavyweight Title (Florida-Version)
  - 3 × NWA Texas Brass Knuckles Title
  - 2 × NWA World Tag Team Titles (San Francisco-Version)
- WWE
  - 1 × WWWF Title (WWE Championship)

### Auszeichnungen
- WWE
  - WWE Hall of Fame (Class of 2004)